# Jozef Škultéty

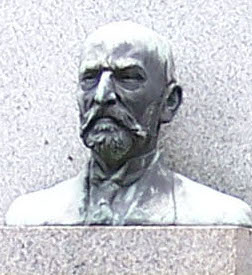
Jozef Škultéty

Jozef Škultéty (25. listopadu 1853 Potok – 19. ledna 1948 Martin) byl slovenský literární kritik, historik, jazykovědec, publicista a překladatel.
V letech 1881 – 1919 redigoval Slovenské pohľady, od roku 1919 sa (spolu s Jaroslavem Vlčkem) stal doživotním správcem Matice slovenské. Psal o významných osobnostech slovenské literatury, pro maďarskou veřejnost vydal stručné Dejiny slovenskej literatúry. Literaturu pokládal za hlavní projev národního života (Stodvadsaťpäť rokov zo slovenského života, O Slovákoch). Překládal z ruské literatury.
Během druhé světové války se jménem Škultéty označovala druhá divize slovenské armádní skupiny „Bernolák“. Vedl ji brigádní generál A. Čunderlík a divize se účastnila například útoku Německa na Polsko v září 1939.

## Dílo
Literární historie:
- 1911 A tót irodalom története (Dejiny slovenskej literatúry; napísané na výzvu L. Asbótha)
- 1928 O Slovákoch

Vědecké dílo:
- 1920 Stodvadsaťpäť rokov zo slovenského života

Jazykovědné práce:
- 1902 Cudzie slová v slovenčine

Ediční práce – spisy:
- 1892 Pavol Országh Hviezdoslav
- 1893 Ján Kollár (Slovenské pohľady X.)
- 1897 Veniec slovenských národných piesní
- 1899 – 1900 Andrej Sládkovič
- 1908 Ján Hollý
- 1909 Ján Botto
- 1910 Martin Kukučín
- 1912 Samo Chalupka

Jiné:
- 1925 Leng a zászló! (Zástava veje!)
- 1928 Nehaňte ľud môj!
- 1929 O bývalom Uhorsku
- 1931 Ešte raz o bývalom Hornom Uhorsku

Překlady:
- 1883 Taras Buľba (Gogol)
- 1883 Meteľ (Tolstoj)
- 1885 V predvečer (Turgeněv)
- 1889 Rozprávky (Tolstoj)

Výběry:
- 1968 Dejiny slovenskej literatúry
- 1970 Plody pravdy národnej (literárněkritické práce)
- 1973 Vôňa domoviny (literárněhistorické práce)